# ۳ اردیبهشت
۳ اردیبهشت سی و چهارمین روز از سال در گاه‌شماری خورشیدی است. به پایان سال ۳۳۱ روز (۳۳۲ روز در سال کبیسه) باقی‌است.

## رویدادها
- ۱۲۸۴ - آغاز تحصن بازرگانان در حرم عبدالعظیم در آستانه سفر مظفرالدین شاه به اروپا
- ۱۳۹۹ - ماهواره نور ۱ در مدار ۴۲۵ کیلومتری زمین قرار گرفت

## زادروزها
- ۱۳۲۰ - منوچهر اسلامی، موسیقی‌دان، آهنگساز و نوازندهٔ ترومپت
- ۱۳۲۲ - احمد مجد، نویسنده و زیست‌شناس
- ۱۳۲۴ - علی محمد اشکبوس، دوبلور
- ۱۳۵۶ - آرش لباف، خواننده
- ۱۳۶۰ - جواد کاظمیان، بازیکن فوتبال
- ۱۳۶۵ - ملیکا زارعی، مجری برنامه کودک و نوجوان
- ۱۳۶۶ - عقیل اعتمادی، بازیکن فوتبال

## درگذشت‌ها
- ۱۳۵۳ - بهمن هیربد، مدیر و مؤسس مجله موزیک ایران (ز. ۱۲۹۳)
- ۱۳۵۸ - سید محمدولی قرنی، نظامی (ز. ۱۲۹۲)
- ۱۳۸۹ - نسرین خسروی، تصویرگر کتابهای کودک و نوجوان (ز. ۱۳۲۹)
- ۱۳۹۸ - بهمن کشاورز، حقوقدان، وکیل دادگستری (ز. ۱۳۲۳)
- ۱۴۰۲ - ناصر پاکدامن، اقتصاددان و نویسنده (ز. ۱۳۱۱)

## مناسبت‌ها
- اردیبهشتگان
- روز بزرگداشت شیخ بهایی
- روز معمار
- روز زمین